# Ciudadanía italiana

Bandera de Italia.

Emblema nacional de Italia.

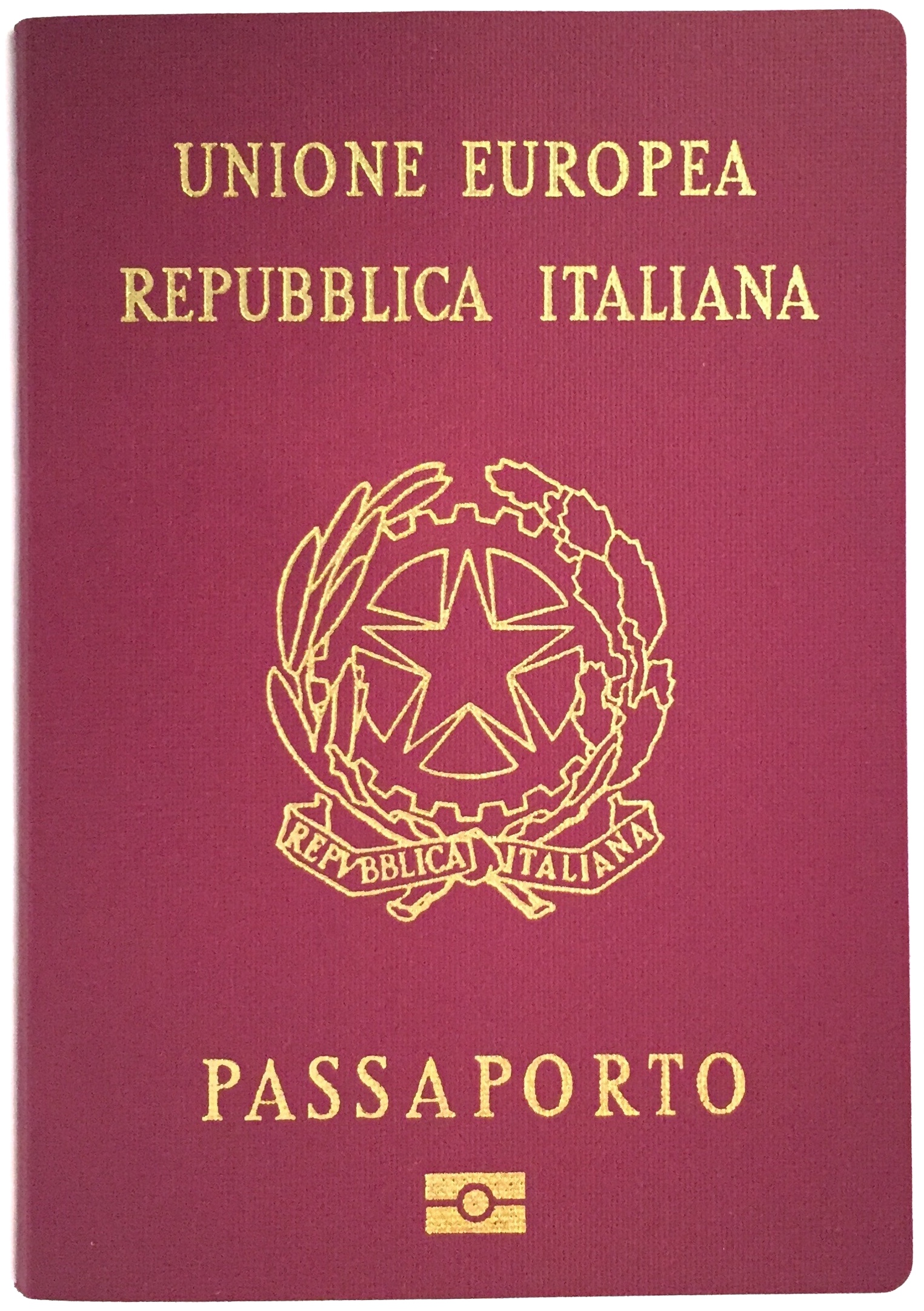
Pasaporte italiano emitido en 2006.

La ciudadanía italiana (en italiano: cittadinanza italiana) es otorgada a los hijos y nietos de italianos emigrados a través del ius sanguinis (derecho de sangre).
Se determina por filiación y solo por excepción de otras motivaciones, por ejemplo: la mujer italiana o hija de un hombre italiano, solo transmite la nacionalidad a sus hijos nacidos después del 1 de enero de 1948. Otro ejemplo, si un ciudadano italiano adquiere otra nacionalidad renunciando expresamente a la italiana antes del 16 de agosto de 1992 y, posteriormente a la fecha de naturalización, tiene un hijo o hija, ese descendiente no es italiano, puesto que en el momento de nacer, su padre habría perdido su nacionalidad. Contrariamente, si el ciudadano italiano tiene un hijo o hija y con posterioridad al nacimiento se naturaliza, y todo eso ocurre antes de 16 de agosto de 1992, el hijo es italiano, pero su padre al tomar otra nacionalidad no.

## Adquisición de la Ciudadanía
La adquisición de la ciudadanía italiana es un proceso legal mediante el cual los individuos pueden obtener la ciudadanía de la República Italiana, lo que les otorga plenos derechos y responsabilidades como ciudadanos. La ciudadanía italiana es altamente valorada debido a la rica historia, cultura y beneficios asociados con la pertenencia a este país europeo. El proceso de adquisición de la ciudadanía italiana se rige por las leyes y regulaciones establecidas en el Código Civil italiano, y puede variar según diferentes circunstancias y categorías de solicitantes.

### Requisitos Generales
Los requisitos para adquirir la ciudadanía italiana pueden diferir según diversos factores, como la ascendencia, la duración de la residencia y la situación legal del solicitante. Uno de los métodos comunes para obtener la ciudadanía es a través de la naturalización. Los solicitantes de la nacionalidad italiana según las disposiciones de naturalización deben estar físicamente presentes dentro de los límites territoriales de Italia durante la presentación de su solicitud. Además, se espera que demuestren dominio del idioma italiano, manifiesten una intención genuina de establecer residencia permanente dentro del territorio italiano y adopten la medida de renunciar a cualquier nacionalidad extranjera existente de acuerdo con las normas legales vigentes.
Uno de los requisitos cruciales es el dominio del idioma italiano a nivel B1. Los solicitantes deben demostrar su capacidad para comunicarse en italiano tanto oralmente como por escrito.

### Ius Sanguinis
El principio del "ius sanguinis" es otra vía mediante la cual se puede obtener la ciudadanía italiana. Establece la atribución de la ciudadanía italiana por filiación, con independencia del lugar de nacimiento. A diferencia de otros métodos, el conocimiento del idioma italiano no es un requisito obligatorio para obtener la ciudadanía italiana por "ius sanguinis".

### Proceso de Naturalización
El proceso de naturalización en Italia implica un conjunto de pasos y requisitos que los solicitantes deben cumplir. Uno de los requisitos esencial es la residencia legal en el país por un período específico, generalmente diez años, aunque este período puede reducirse en algunos casos. Durante este tiempo, los solicitantes deben demostrar su integración en la sociedad italiana, respeto por sus valores y apego a la cultura local.

### Perdida de la Ciudadanía Italiana
La ciudadanía italiana puede perderse por diversas razones establecidas en la ley 91/1992. Estas causales se agrupan en tres categorías: motivos voluntarios, incompatibilidades y decisiones del Estado.

## Las etapas históricas de la legislación sobre ciudadanía italiana

### La Constitución de 1848 (Estatuto Albertino)
La Constitución Italiana y del Reino de Cerdeña de 1848, fue la primera norma fundamental aplicable a lo que hoy es Italia.
Del texto cabe destacar el art. 24 que dice: "Todos los habitantes del reino (utiliza el término "regnicoli"), cualquiera sea su título o grado, son iguales ante la ley. Todos gozan igualmente de los derechos civiles y políticos, y son admitidos en los cargos públicos civiles y militares salvo las excepciones determinadas por la ley".
La pregonada igualdad ante la ley era referida, sin embargo, solo a los hombres, pues la mujer estaba subordinada a la autoridad del "pater familias". Esto tiene una gran importancia en relación con la ciudadanía, ya que esa sujeción de la esposa al marido, y también de sus hijos, hacía que cualquier acontecimiento en relación con la a la ciudadanía del marido repercutiera en toda la familia. Así si perdía o recuperaba su ciudadanía, por ejemplo por la naturalización en otro país. Esto adquiere singular importancia en vista de la gran emigración de los italianos durante un siglo, entre los años 1870 y 1970.
En Italia, como en muchos países, el camino hacia la igualdad ha sido muy largo. En 1923 es aprobada una ley que impide a las mujeres ser presidentes en los liceos y en las escuelas medias y las excluye de la enseñanza de las materias literarias en las escuelas medias y superiores. Está prohibido para ellas el acceso a la Escuela Superior Normal de Pisa y es limitada al 10% la presencia femenina en las oficinas públicas. El derecho al voto es reconocido a las mujeres el 31 de enero de 1945 cuando fue dictado por el Consejo de Ministros, presido por Ivanoe Bonomi, el decreto que reconocía el derecho al voto a las mujeres. Fue publicado el 2 de febrero de 1945.
Solo en 1963 es aprobada una ley que garantiza el acceso de las mujeres a todas las cargas profesionales y empleos públicos, comprendida la magistratura. En el inicio del siglo XXI, más del 36% de los magistrados, el 7% de los prefectos y el 12% del personal diplomático son mujeres. Desde 2001 pueden desarrollar también el servicio militar o civil.

### La Ley N.º 555 del 13 de junio de 1912
Aun cuando el Estatuto Albertino no llevase ninguna referencia ni a la igualdad, la idea, por otra parte con antecedentes milenarios, de la sujeción de la mujer al marido estaba presente en la norma fundamental (en las ideas del legislador), y son muchísimos los ejemplos en el derecho positivo, como el art. 144, del Código Civil de 1939 y, precisamente, la Ley del 13 de junio de 1912, n.º 555, “Sobre la ciudadanía italiana”.
La Ley 555 denota el primado del marido en el matrimonio y la sujeción de la mujer, y de los hijos, a las vicisitudes que al hombre podrían acaecer en relación con la ciudadanía. Establecía:
1. El jus sanguinis era, como en el actual régimen, el principio rector, siendo el jus soli una hipótesis residual.
2. Los hijos seguían la ciudadanía del padre y, solo en forma residual la de la madre.
3. La mujer perdía la originaria ciudadanía italiana en el caso de matrimonio con un extranjero cuya ley nacional le transmitiese la ciudadanía del marido, como efecto directo e inmediato del matrimonio.

### La Constitución Republicana de 1948
La Constitución Republicana entró en vigor el 1 de enero de 1948.
Con el Pacto de Salerno de abril de 1944, estipulado entre el Comité de Liberación Nacional y la Monarquía, se decide suspender la elección entre Monarquía y República hasta el fin de la guerra. La Constitución del Reino de Italia, de 1848, estaba todavía formalmente en vigor, ya que las leyes que la habían limitado habían sido, en cierta medida, abrogadas a partir del 25 de julio de 1943. El 2 de junio de 1946 se celebraron las elecciones. Participaron todos los italianos, hombres y mujeres que hubieran alcanzado los 21 años de edad, a los cuales fueron entregadas dos tarjetas: una para la elección entre Monarquía y República, el llamado referéndum institucional, la otra para la elección de los 556 diputados de la Asamblea Constituyente. 
La actual Constitución Italiana fue aprobada por la Asamblea Constituyente en la sesión del 22 de diciembre de 1947, publicada en la Gazzeta Ufficiale el 27.12.47, y entró en vigor el 1 de enero de 1948. El texto original ha sufrido reformas. 
Se estableció una República democrática, fundada sobre el trabajo y la soberanía del pueblo, y se reconocen los derechos individuales, como del cuerpo social, sobre la base del cumplimiento de los deberes inderogables de solidaridad política, económica y social (art. 1 e 2). 
Los artículos, entre otros, que entiendo fundamentales para los argumentos que, más adelante, se desarrollarán en relación con la ciudadanía, son los siguientes:
El artículo 3, situado entre los “Principios fundamentales”, tiene dos incisos.
El primer inciso establece la igualdad de todos los ciudadanos: “Todos los ciudadanos tienen igual dignidad social y son iguales ante la ley, sin distinción de sexo, de raza, de lengua, de religión, de opiniones políticas, de condiciones personales y sociales”. 
El segundo inciso, integrante del primero, y no menos importante para este tema, añade: “Es deber de la República suprimir los obstáculos de orden económico y social, que, limitando de hecho la libertad y la igualdad de los ciudadanos, impidan el pleno desarrollo de la persona humana y la efectiva participación de todos los trabajadores en la organización política, económica y social del País. 
El art. 29, situado en el Título II, Relaciones Ético- Sociales, establece: “La República reconoce los derechos de la familia como sociedad natural fundada sobre el matrimonio”.
El segundo inciso establece la igualdad entre los cónyuges “El matrimonio está ordenado sobre la igualdad moral y jurídica de los cónyuges, con los límites establecidos por la ley en garantía de la unidad familiar”.
Otro artículo de fundamental importancia es el 136, situado en el Título VI, Garantías Constitucionales, Sección I, La Corte Constitucional, y su texto es el siguiente: “Cuando la Corte declama la ilegitimidad constitucional de una norma de ley o de acto que tiene fuerza de ley, la norma cesa de tener eficacia desde el día siguiente a la publicación de la decisión”.
También en relación con este artículo, y siempre referido al tema de la ciudadanía, es muy importante el segundo inciso: “La decisión de la Corte es publicada y comunicada a las Cámaras y a los Consejos regionales interesados, a fin de que, cuando lo entiendan necesario, provean en la forma constitucional”.

## Las sentencias de inconstitucionalidad de la Corte Constitucional

### La Sentencia N.º 87 de 1975
La Constitución Republicana quedó inactuada desde el día de su entrada en vigor (1.1.48) en materia de ciudadanía vía materna, hasta el año 1983. No obstante la igualdad determinada por los art. 3 y 29, de la Constitución, ninguna ley fue emitida por el Parlamento que modificara la falta de una norma que de derecho positivo que permitiese que el hijo de ciudadana italiana, y padre extranjero, fuese ciudadano italiano jure sanguinis.
La Sentencia del 9 de abril de 1975, n. 87 de la Corte Constitucional, declaró la ilegitimidad constitucional del art. 10, inciso tercero, de la ley del 13 de junio de 1912, N.º 555 (Disposiciones sobre ciudadanía italiana), en la parte en que preveía la pérdida de la ciudadanía italiana independientemente de la voluntad de la mujer. 
En los fundamentos de la Corte, se señala que el art. 10 se inspira en la concepción imperante en 1912 de considerar a la mujer como jurídicamente inferior al hombre y como persona que no tiene completa capacidad jurídica (en aquel tiempo no se reconocía a las mujeres los derechos políticos activos o pasivos), concepción que no responde y más aún contrasta con los principios de la Constitución. Agrega que es indudable que la norma impugnada, estableciendo en relación exclusiva de la mujer la pérdida de la ciudadanía italiana, crea una injustificada y no racional disparidad de tratamiento entre los dos cónyuges, sobre todo cuando no es requerida la voluntad de la interesada y aún contra la voluntad de ésta. Señala que, además, produce una injustificada disparidad de tratamiento entre las mismas mujeres italianas, que practican el mismo acto del matrimonio con un extranjero, haciendo depender en relación de ellas la pérdida automática o la conservación de la ciudadanía de la existencia o no de una norma extranjera, esto es de una circunstancia ajena a su voluntad.
La norma viola patentemente también el art. 29 de la Constitución en cuanto combina una gravísima desigualdad moral, jurídica y política de los cónyuges y pone a la mujer en un estrado de evidente inferioridad, privándola automáticamente, por el solo hecho del matrimonio, de los derechos del ciudadano italiano; no favorece, respecto al ordenamiento jurídico italiano, a la unidad familiar querida por el art. 29 de la Constitución, aún más es a ella contraria, en cuanto podría inducir a la mujer, para no perder un empleo para el cual sea requerida la ciudadanía italiana o para no privarse de la protección jurídica reservada a los ciudadanos o del derecho a acceder a cargas y oficinas públicas, a no practicar el acto jurídico del matrimonio o a disolverlo una vez cumplido.

### La ley N.º 151 de 1975
Por efecto de tal declaración inconstitucional, en el ámbito de la reforma del derecho de familia de 1975, fue introducido el art. 219 de la Ley 151/1975 que consentía a las mujeres la “re-adquisición” (rectius, reconocimiento) de la ciudadanía: 
“Artículo 219 Ley 151/1975 - La mujer que, por efecto de matrimonio con extranjero o de mutación de ciudadanía por parte del marido, ha perdido la ciudadana italiana antes de la entrada en vigor de la presente ley, la re-adquiere con declaración efectuada a la autoridad competente por el art. 36 de las disposiciones de actuación del Código Civil. Queda abrogada toda norma de la ley del 13 de junio de 1912, Nº 555, que sea incompatible con las disposiciones de la presente ley”. 
El término “readquisición” aparece impropio en cuanto con las decisiones de la Corte Constitucional se ha fallado que la ciudadanía no había sido nunca perdida por las mujeres interesadas, ni había habido nunca una voluntad de la mujer en tal sentido, y por lo tanto aparece como más adecuado a la doctrina y a la jurisprudencia el término “reconocimiento”.

### La sentencia N.º 30 de 1983
La Sentencia N.º 30 fue pronunciada el 28 de enero de 1983, depositada en cancillería el 9 de febrero de 1983, y publicada en la "Gazzetta Ufficiale" N.º 46 del 16 de febrero de 1983. 
Se propuso cuestión de ilegitimidad constitucional del art. 1, n. 1, de la ley 555 de 1912, "en la parte en la cual no prevé que el hijo de mujer ciudadana italiana, que haya conservado la ciudadanía aún después del matrimonio con el extranjero, tenga la ciudadanía italiana". La sentencia determinó: “El art. 1, n. 1, de la ley n. 555 de 1912 está en claro contraste con el 'art. 3, inciso 1, (igualdad ante la ley sin distinción de sexo) y con el art. 29, inciso 2 (igualdad moral y jurídica de los cónyuges)”.
La Corte Constitucional no solo declaró la ilegitimidad constitucional del art. 1, n. 1, de la ley del 13 de junio de 1912, n. 555, en la parte en la cual no prevé que sea ciudadano por nacimiento también el hijo de madre ciudadana; sino también del art. 2, inciso 2, de la misma ley, en tanto permite la adquisición de la ciudadanía materna de parte del hijo solo a hipótesis de carácter residual, ya que en adelante adquirirá la ciudadanía en cualquier circunstancia. 

### El Dictamen N.º 105 del año 1983 del Consejo de Estado
El dictamen emitido por el Consejo de Estado, Sección V, en sede consultiva, N.º 105 del 15 de abril de 1983 sostenía que por fuerza de la Sentencia N.º 30 de 1983 de la Corte Constitucional podían considerarse ciudadanos italianos solamente a los sujetos nacidos de madre ciudadana a partir del 1 de enero de 1948, sobre el presupuesto que la eficacia de la sentencia de la Consulta no podía accionar retroactivamente más allá del momento en que se produce el contraste entre la ley anterior y la nueva Constitución, y por ello antes de la fecha de entrada de la Constitución Republicana, esto es el 1 de enero de 1948.

### La Ley N.º 123 de 1983
Seis días después, el 21 de abril de 1983, fue sancionada la Ley N.º 123, que dispone que es ciudadano por nacimiento el hijo menor, aún adoptivo, de padre o de madre ciudadana. En el caso de doble ciudadanía el hijo debía optar por una sola ciudadanía dentro de un año del cumplimiento de la mayor edad (art. 5). Como se observa la ley extendía la ciudadanía a los hijos de ciudadana italiana que fueran menores al momento de su entrada en vigencia.

## La Actual Legislación sobre la ciudadanía italiana
Con el Decreto Ley del 28 de marzo del 2025, N.36, la transmisión de la ciudadanía italiana para los descendientes de italianos emigrados ya no es irrestrictra; se establece que no serán considerados ciudadanos italianos — incluso con anterioridad a la entrada en vigor de este decreto ley — los nacidos fuera de Italia y que además ostenten otra nacionalidad, salvo que cumplan al menos una de las siguientes condiciones:
- Haber sido reconocido como ciudadano italiano, en cumplimiento de la legislación aplicable, siempre y cuando el reconocimiento se haya sustentado en una solicitud presentada en la oficina consular competente o alcaldía a más tardar el 28 de marzo del 2025, a las 23.59 horas, hora de Roma;

- Haber sido reconocido como ciudadano italiano, en cumplimiento de la legislación aplicable, siempre y cuando el reconocimiento se sustente en una solicitud judicial presentada a más tardar el 28 de marzo del 2025, a las 23.59 horas, hora de Roma;

- Tener al menos un progenitor o adoptante italiano y nacido en Italia;

- Tener al menos un progenitor o adoptante italiano que haya residido por al menos dos años consecutivos antes del nacimiento o adopción del interesado;

- Tener un abuelo/a italiano/a y nacido/a en Italia.

Además, para poder ejercerlo se tienen que verificar una de las siguientes condiciones:
- El ancestro italiano nacido antes del 17 de marzo de 1861 (proclamación del Reino de Italia) debe haber muerto después de esa fecha y haber muerto con posesión de la ciudadanía italiana;
- El ancestro mujer transmite el derecho a la ciudadanía italiana a sus descendientes nacidos después del 1 de enero de 1948.

### Ley N.º 91 de 1992
La Ley de ciudadanía italiana N 91/1992 sancionada el día 5 de febrero de 1992, establece que es ciudadano por nacimiento: a) El hijo de padre o de madre ciudadanos italianos; b) quien ha nacido en el territorio de la República si ambos padres son ignotos o apátridas, o si el hijo no sigue la ciudadanía de los padres, según la ley del Estado de éstos (art. 1, inc. 1). Por el inciso 2.º, es considerado ciudadano por nacimiento el hijo de desconocidos encontrado en Italia, si no se prueba la posesión de otra ciudadanía. 
Es importante el art. 3, que reproduce, parcialmente, el texto del art. 5 de la ley N.º 123 de 1983, en tanto considera ciudadano al hijo adoptivo, aún extranjero de ciudadano o ciudadana italianos, aún nacido antes de la sanción de la ley. Es decir que ha establecido, expresamente, la retroactividad para esta situación.
Sin embargo la ley excluye la retroactividad en el art. 20, disponiendo que “…salvo que sea expresamente previsto, el estado de ciudadanía adquirido anteriormente a la presente ley no se modifica si no por hechos posteriores a la fecha de entrada en vigor de la misma”.

## La ciudadanía por vía materna y los nacidos antes del 1 de enero de 1948
La irretroactividad dispuesta por el art. 20 de la Ley 91 del 5 de febrero de 1992, sumada al Dictamen N.º 105 de 15 de abril de 1983, ha producido que los hijos de ciudadana italiana, y padre extranjero, nacido antes del 1 de enero de 1948 (fecha de entrada en vigor de la Constitución Republicana) queden sujetos a la Ley N.º 555 del 13 de junio de 1912, a pesar de la declaración de inconstitucionalidad de la Sentencia N.º 30 de 1983, de la Corte Constitucional.

## Sentencias de la Sección I Civil favorables a la ciudadanía vía materna para los nacidos antes del 1.1.1948
Sentencia n. 6297 del 1996 in re Virasoro c. MIN
Sentencia n. 10.086 del 1996 in re Mayer c. MIN
Sentencia n. 15.062 del 2000 in re Nagnhagui c. MIN
1) La sección simple civil, acepta la irretroactividad, pero como considera que: 
2) la relación parental se encuentra pendiente, 
3) considera que la mujer casada con un extranjero, re-adquiere la originaria ciudadanía italiana, sin necesidad de declaración de su parte (como se encuentra establecido en el régimen del derecho de familia, y que
4) el hijo nacido antes del 1.1.48, comienza a ser ciudadano en esa fecha.
Es decir que para la Sección I Civil, las sentencias de la Corte Constitucional n. 87 de 1975 y n. 30 de 1983, han instaurado un nuevo orden que, sin afectar retroactivamente las situaciones jurídicas, se aplica a las relaciones aún pendientes a partir del 1 de enero de 1948.

## Sentencias de las Secciones Unidas contrarias a la ciudadanía vía materna para los nacidos antes del 1.1.1948
Sentencia n.º 12.061 del 1998 in re El Hosri.
Sentencia n.º 3331 del 2004 in re Telvi.
1) Las Secciones Unidas se posicionan sobre la irretroactividad de las sentencias de la Corte Constitucional, 
2) consideran la relación agotada en el mismo momento de producirse el hecho (en el caso el matrimonio de la madre),
3) consideran que la mujer casada antes de 1948, ha perdido la ciudadanía y debe re-adquirirla, por lo que su hijo no nace de madre ciudadana, con lo que no corresponde entrar a considerar la hipótesis siguiente: 
4) no se pronuncia - entonces - sobre los hijos nacidos antes de 1948, de madre ciudadana y padre extranjero.

## La Sentencia de las Secciones Unidas de la Suprema Corte de Casación del 26.02.2009 que alinea su posición con la Sección I Civil, termina con la discriminación en máxima sede de interpretación
Durante 2008, la Sección I Civil de la Casación insistió en su posición, elevando dos causas al conocimiento de las Secciones Unidas. 
Finalmente las S.U., con Sentencia n. 4466 alineó su posición con la de la sección simple, y sobre la base de las mismas consideraciones de la Sección I, y en vista de que Italia ha suscrito diversos tratados internacionales contrarios a toda forma de discriminación, resuelve conceder la ciudadanía a la nieta de una ciudadana italiana, casada con ciudadano egipcio antes de 1948, cuyo padre también había nacido antes de esa fecha.
Después del fallo n. 4466 de la Corte di Cassazione, llegaron en los años 2009-2012 más de 40 fallos con éxito de los jueces del Tribunal de Roma.

## Ciudadanía italiana por matrimonio
La ciudadanía italiana por matrimonio "Iure Matrimonii" puede obtenerla quien se haya casado o efectuado unión civil con un ciudadano o ciudadana italiana.
Dependiendo del género y de la fecha en que se haya celebrado el matrimonio, se pueden presentar dos situaciones: por adquisición automática o por naturalización.
Las Mujeres extranjeras casadas con un ciudadano italiano antes del 27 de abril de 1983, pueden adquirir automáticamente la ciudadanía italiana si el marido era ciudadano italiano en el momento del matrimonio o bien, si el marido conviviente ha adquirido o readquirido la ciudadanía italiana antes del 27 de abril de 1983. 
Con base en los artículos 5, 7 y 9.1 - Ley n. 91 del 5.2.1992 y Ley n. 94 del 15.07.2009, las mujeres extranjeras casadas a partir del 27 de abril de 1983 con un ciudadano italiano y/o varones casados en cualquier fecha con una ciudadana italiana, pueden adquirir la ciudadanía italiana por naturalización.
Luego de la entrada en vigor de la Ley 76/2016 puede presentar la solicitud, también, un ciudadano extranjero que ha contraído "Unión Civil" con un ciudadano o ciudadana italiana.
La solicitud de ciudadanía italiana en estos casos puede presentarse luego de tres años de matrimonio/unión civil, si no hubo disolución del vínculo conyugal, anulación, divorcio y los cónyuges no estén separados legalmente. El plazo de tres años es de dos años, en el caso de residir legalmente en Italia. Estos términos se reducen a la mitad en la presencia de niños nacidos o adoptados por los cónyuges.

## Doble Ciudadanía o Ciudadanía Múltiple.
Según la ley de ciudadanía italiana Nro. 91/92, la doble ciudadanía está explícitamente permitida bajo ciertas condiciones siempre que se haya adquirido a partir del 16 de agosto de 1992. La ciudadanía italiana no se pierde al adquirir la ciudadanía de otro país, siempre y cuando la persona no renuncie formalmente a ella.